# Lista siturilor arheologice din județul Cluj - V
Lista siturilor arheologice din județul Cluj - V conține toate siturile arheologice din județul Cluj înscrise în Repertoriul Arheologic Național (RAN) și aflate în localități al căror nume începe cu litera V. RAN este administrat de Ministerul Culturii și Patrimoniului Național și cuprinde date științifice, cartografice, topografice, imagini și planuri, precum și orice alte informații privitoare la zonele cu potențial arheologic, studiate sau nu, încă existente sau dispărute.
Puteți căuta un sit din localitățile care încep cu litera V folosind formularul de mai jos sau puteți naviga prin toate siturile din județ la Lista siturilor arheologice din județul Cluj.
| Cod RAN                                  | Denumire | Localitate                         | Adresă                                                                                    | Datare                                    | Descoperit | Coordonate                                    | Imagine           | Erori            |
| ---------------------------------------- | --- | ---------------------------------- | ----------------------------------------------------------------------------------------- | ----------------------------------------- | ---------- | --------------------------------------------- | ----------------- | ---------------- |
| 59951.01 (Cod LMI: CJ-I-s-B-07222)       | Așezarea neolitică de la Vad - "Cetățuia" (Categorie: locuire civilă) (Tip: așezare)                                                                   | sat Vad, comuna Vad                | Cetățuia                                                                                  |                                           | 1893       | 47°12′23″N 23°44′45″E / 47.2063°N 23.74575°E  | Încărcați imagine | Raportați eroare |
| 59951.01.01 (Cod LMI: CJ-I-s-B-07222)    | Așezarea neolitică de la Vad - "Cetățuia" / ansamblu anonim (Categorie: locuire civilă) (Tip: Așezare)                                                 | sat Vad, comuna Vad                | Cetățuia                                                                                  | Pișcolt                                   | 1893       | 47°12′23″N 23°44′45″E / 47.2063°N 23.74575°E  | Încărcați imagine | Raportați eroare |
| 59951.02.01 (Cod LMI: CJ-I-s-B-07223)    | Așezarea din epoca bronzului de la Vad - "Fântâna Vlădichii" / ansamblu anonim (Categorie: locuire civilă) (Tip: Așezare)                              | sat Vad, comuna Vad                | Fântâna Vlădichii                                                                         | Sighișoara - Wietenberg                   |            | 47°12′36″N 23°43′56″E / 47.20991°N 23.73235°E | Încărcați imagine | Raportați eroare |
| 59032.01 (Cod LMI: CJ-I-s-A-07225)       | Situl arheologic de la Valea Florilor - "Ogășele" (Categorie: locuire) (Tip: așezare și necropolă)                                                     | sat Valea Florilor, comuna Ploscoș | Ogășele                                                                                   |                                           |            | 46°40′17″N 23°51′01″E / 46.67149°N 23.8504°E  | Încărcați imagine | Raportați eroare |
| 59032.01.01 (Cod LMI: CJ-I-m-A-07225.01) | Situl arheologic de la Valea Florilor - "Ogășele" / ansamblu anonim (Categorie: locuire) (Tip: Așezare)                                                | sat Valea Florilor, comuna Ploscoș | Ogășele                                                                                   |                                           |            | 46°40′17″N 23°51′01″E / 46.67149°N 23.8504°E  | Încărcați imagine | Raportați eroare |
| 59032.01.02 (Cod LMI: CJ-I-m-A-07225.02) | Situl arheologic de la Valea Florilor - "Ogășele" / ansamblu anonim (Categorie: locuire) (Tip: Grup de tumuli)                                         | sat Valea Florilor, comuna Ploscoș | Ogășele                                                                                   |                                           |            | 46°40′17″N 23°51′01″E / 46.67149°N 23.8504°E  | Încărcați imagine | Raportați eroare |
| 56416.01.01 (Cod LMI: CJ-I-s-B-07226)    | Așezarea Coțofeni de la Văleni - "Mătălăul Mare" / ansamblu anonim (Categorie: locuire civilă) (Tip: Așezare)                                          | sat Văleni, comuna Căianu          | Mătălăul Mare                                                                             | Coțofeni                                  |            |                                               | Încărcați imagine | Raportați eroare |
| 57074.01.01 (Cod LMI: CJ-I-m-B-07230.01) | Situl arheologic Latene de la Vechea - "Valea Puturoasă" / ansamblu anonim (Categorie: locuire) (Tip: Așezare)                                         | sat Vechea, comuna Chinteni        | Valea Puturoasă                                                                           | geto-dacică                               |            | 46°54′38″N 23°31′07″E / 46.91045°N 23.51874°E | Încărcați imagine | Raportați eroare |
| 57074.01.02 (Cod LMI: CJ-I-m-B-07230.02) | Situl arheologic Latene de la Vechea - "Valea Puturoasă" / ansamblu anonim (Categorie: locuire) (Tip: Necropolă)                                       | sat Vechea, comuna Chinteni        | Valea Puturoasă                                                                           | geto-dacică                               |            | 46°54′38″N 23°31′07″E / 46.91045°N 23.51874°E | Încărcați imagine | Raportați eroare |
| 57074.02.01 (Cod LMI: CJ-I-s-B-07231)    | Așezarea din epoca bronzului de la Vechea - "Islaz" / ansamblu anonim (Categorie: locuire civilă) (Tip: Așezare)                                       | sat Vechea, comuna Chinteni        | Islaz                                                                                     |                                           |            |                                               | Încărcați imagine | Raportați eroare |
| 60071.01.01 (Cod LMI: CJ-I-m-B-07232.02) | Situl arheologic de la Viișoara - "Dealul Bărbos" / ansamblu anonim (Categorie: locuire civilă) (Tip: Locuire)                                         | sat Viișoara, comuna Viișoara      | Dealul Bărbos                                                                             |                                           |            | 46°34′51″N 23°54′58″E / 46.58083°N 23.91614°E | Încărcați imagine | Raportați eroare |
| 60071.01.02 (Cod LMI: CJ-I-m-B-07232.01) | Situl arheologic de la Viișoara - "Dealul Bărbos" / ansamblu anonim (Categorie: locuire civilă) (Tip: Așezare rurală)                                  | sat Viișoara, comuna Viișoara      | Dealul Bărbos                                                                             |                                           |            | 46°34′51″N 23°54′58″E / 46.58083°N 23.91614°E | Încărcați imagine | Raportați eroare |
| 60071.02.01 (Cod LMI: CJ-I-s-B-07233)    | Așezarea romană de la Viișoara - "Cărămida" / ansamblu anonim (Categorie: locuire civilă) (Tip: Așezare)                                               | sat Viișoara, comuna Viișoara      | Cărămida                                                                                  |                                           |            |                                               | Încărcați imagine | Raportați eroare |
| 60071.03.01 (Cod LMI: CJ-I-m-B-07234.01) | Așezarea neolitică și eneolitică de la Viișoara / ansamblu anonim (Categorie: locuire civilă) (Tip: Așezare)                                           | sat Viișoara, comuna Viișoara      |                                                                                           | Cluj - Cheile Turzii - Lumea Nouă - Iclod |            | 46°33′18″N 23°54′13″E / 46.55503°N 23.90349°E | Încărcați imagine | Raportați eroare |
| 60071.03.02 (Cod LMI: CJ-I-m-B-07234.02) | Așezarea neolitică și eneolitică de la Viișoara / ansamblu anonim (Categorie: locuire civilă) (Tip: Așezare)                                           | sat Viișoara, comuna Viișoara      |                                                                                           | Petrești                                  |            | 46°33′18″N 23°54′13″E / 46.55503°N 23.90349°E | Încărcați imagine | Raportați eroare |
| 57984.01.01 (Cod LMI: CJ-I-m-A-07235.02) | Situl arheologic de la Viștea - "Cărbunari" / ansamblu anonim (Categorie: locuire civilă) (Tip: Așezare)                                               | sat Viștea, comuna Gârbău          | Cărbunari                                                                                 | Iclod                                     |            | 46°47′11″N 23°23′35″E / 46.78648°N 23.39305°E | Încărcați imagine | Raportați eroare |
| 57984.01.02 (Cod LMI: CJ-I-m-A-07235.01) | Situl arheologic de la Viștea - "Cărbunari" / ansamblu anonim (Categorie: locuire civilă) (Tip: Așezare)                                               | sat Viștea, comuna Gârbău          | Cărbunari                                                                                 |                                           |            | 46°47′11″N 23°23′35″E / 46.78648°N 23.39305°E | Încărcați imagine | Raportați eroare |
| 57984.02.01 (Cod LMI: CJ-I-m-B-07236.03) | Așezarea preistorică de la Viștea - "Ghercea" / ansamblu anonim (Categorie: locuire civilă) (Tip: Așezare)                                             | sat Viștea, comuna Gârbău          | Ghercea, Răchita, Râul Mic, Spini                                                         | Turdaș                                    |            | 46°48′55″N 23°25′28″E / 46.81514°N 23.4245°E  | Încărcați imagine | Raportați eroare |
| 57984.02.02 (Cod LMI: CJ-I-m-B-07236.02) | Așezarea preistorică de la Viștea - "Ghercea" / ansamblu anonim (Categorie: locuire civilă) (Tip: Așezare)                                             | sat Viștea, comuna Gârbău          | Ghercea, Răchita, Râul Mic, Spini                                                         |                                           |            | 46°48′55″N 23°25′28″E / 46.81514°N 23.4245°E  | Încărcați imagine | Raportați eroare |
| 57984.02.03 (Cod LMI: CJ-I-m-B-07236.01) | Așezarea preistorică de la Viștea - "Ghercea" / ansamblu anonim (Categorie: locuire civilă) (Tip: Locuire)                                             | sat Viștea, comuna Gârbău          | Ghercea, Răchita, Râul Mic, Spini                                                         |                                           |            | 46°48′55″N 23°25′28″E / 46.81514°N 23.4245°E  | Încărcați imagine | Raportați eroare |
| 57984.02.04 (Cod LMI: CJ-I-s-B-07236)    | Așezarea preistorică de la Viștea - "Ghercea" / ansamblu anonim (Categorie: locuire civilă) (Tip: Locuire)                                             | sat Viștea, comuna Gârbău          | Ghercea, Răchita, Râul Mic, Spini                                                         | Iclod - Petrești                          |            | 46°48′55″N 23°25′28″E / 46.81514°N 23.4245°E  | Încărcați imagine | Raportați eroare |
| 57984.02.05 (Cod LMI: CJ-I-s-B-07236)    | Așezarea preistorică de la Viștea - "Ghercea" / ansamblu anonim (Categorie: locuire civilă) (Tip: Așezare)                                             | sat Viștea, comuna Gârbău          | Ghercea, Răchita, Râul Mic, Spini                                                         | Petrești                                  |            | 46°48′55″N 23°25′28″E / 46.81514°N 23.4245°E  | Încărcați imagine | Raportați eroare |
| 57984.03.01 (Cod LMI: CJ-I-m-B-07237.04) | Situl arheologic de la Viștea - "Palută" / ansamblu anonim (Categorie: locuire) (Tip: Așezare)                                                         | sat Viștea, comuna Gârbău          | Palută, Fântâna cu butoi                                                                  | Petrești                                  |            | 46°48′56″N 23°25′22″E / 46.81567°N 23.42266°E | Încărcați imagine | Raportați eroare |
| 57984.03.02 (Cod LMI: CJ-I-m-B-07237.03) | Situl arheologic de la Viștea - "Palută" / ansamblu anonim (Categorie: locuire) (Tip: Așezare)                                                         | sat Viștea, comuna Gârbău          | Palută, Fântâna cu butoi                                                                  |                                           |            | 46°48′56″N 23°25′22″E / 46.81567°N 23.42266°E | Încărcați imagine | Raportați eroare |
| 57984.03.03 (Cod LMI: CJ-I-m-B-07237.02) | Situl arheologic de la Viștea - "Palută" / ansamblu anonim (Categorie: locuire) (Tip: Așezare)                                                         | sat Viștea, comuna Gârbău          | Palută, Fântâna cu butoi                                                                  |                                           |            | 46°48′56″N 23°25′22″E / 46.81567°N 23.42266°E | Încărcați imagine | Raportați eroare |
| 57984.03.04 (Cod LMI: CJ-I-m-B-07237.01) | Situl arheologic de la Viștea - "Palută" / ansamblu anonim (Categorie: locuire) (Tip: Așezare)                                                         | sat Viștea, comuna Gârbău          | Palută, Fântâna cu butoi                                                                  | sec. II - III                             |            | 46°48′56″N 23°25′22″E / 46.81567°N 23.42266°E | Încărcați imagine | Raportați eroare |
| 57984.04.01 (Cod LMI: CJ-I-s-A-07238)    | Așezarea Coțofeni de la Viștea - "Arvat" / ansamblu anonim (Categorie: locuire civilă) (Tip: Așezare)                                                  | sat Viștea, comuna Gârbău          | Arvat                                                                                     | Coțofeni                                  |            | 46°48′52″N 23°22′50″E / 46.81438°N 23.38063°E | Încărcați imagine | Raportați eroare |
| 57635.01.01 (Cod LMI: CJ-I-s-B-07227)    | Tumulii de la Vâlcele - "La Vâlcea" / ansamblu anonim (Categorie: descoperire funerară) (Tip: Grup de tumuli)                                          | sat Vâlcele, comuna Feleacu        | La Vâlcea                                                                                 |                                           |            | 46°39′59″N 23°38′12″E / 46.66649°N 23.6368°E  | Încărcați imagine | Raportați eroare |
| 57635.02.01 (Cod LMI: CJ-I-s-B-07228)    | Așezarea romană de la Vâlcele - "Săliște" / ansamblu anonim (Categorie: locuire civilă) (Tip: Așezare)                                                 | sat Vâlcele, comuna Feleacu        | Săliște                                                                                   |                                           | 1978       | 46°41′59″N 23°39′52″E / 46.69972°N 23.66439°E | Încărcați imagine | Raportați eroare |
| 57216.01.01 (Cod LMI: CJ-I-s-A-07229)    | Turnuri romane de la Vânâtori - "Greben" / ansamblu anonim (Categorie: fortificație) (Tip: Turn)                                                       | sat Vânători, comuna Ciucea        | Greben, Cociun, Dosul Turcului, Comoara, Vlăsiu, Gornea, Măgașul                          |                                           |            | 46°56′41″N 22°53′50″E / 46.94478°N 22.89711°E | Încărcați imagine | Raportați eroare |
| 59407.01.01 (Cod LMI: CJ-I-s-A-07239)    | Așezarea preistorică de la Vlaha / ansamblu anonim (Categorie: locuire civilă) (Tip: Așezare)                                                          | sat Vlaha, comuna Săvădisla        |                                                                                           |                                           |            | 46°41′43″N 23°27′03″E / 46.6953°N 23.4507°E   | Încărcați imagine | Raportați eroare |
| 60106.01.01                              | Așezarea preistorică de la Vultureni / ansamblu anonim (Categorie: locuire civilă) (Tip: Așezare)                                                      | sat Vultureni, comuna Vultureni    |                                                                                           |                                           |            |                                               | Încărcați imagine | Raportați eroare |
| 60106.01.02                              | Așezarea preistorică de la Vultureni / ansamblu anonim (Categorie: locuire civilă) (Tip: Locuire)                                                      | sat Vultureni, comuna Vultureni    |                                                                                           |                                           |            |                                               | Încărcați imagine | Raportați eroare |
| 60106.02.01                              | Așezarea neolitică de la Vultureni - "Rât" / ansamblu anonim (Categorie: locuire civilă) (Tip: Așezare)                                                | sat Vultureni, comuna Vultureni    | Rât                                                                                       | Starčevo - Criș                           |            |                                               | Încărcați imagine | Raportați eroare |
| 60106.03.01                              | Așezarea neo-eneolitică de la Vultureni - "Fânețele Râusei" / ansamblu anonim (Categorie: locuire civilă) (Tip: Așezare)                               | sat Vultureni, comuna Vultureni    | Fânețele Râusei                                                                           | Petrești                                  |            | 46°57′52″N 23°33′36″E / 46.9644°N 23.56009°E  | Încărcați imagine | Raportați eroare |
| 60106.03.02                              | Așezarea neo-eneolitică de la Vultureni - "Fânețele Râusei" / ansamblu anonim (Categorie: locuire civilă) (Tip: Așezare)                               | sat Vultureni, comuna Vultureni    | Fânețele Râusei                                                                           | Tiszapolgár                               |            | 46°57′52″N 23°33′36″E / 46.9644°N 23.56009°E  | Încărcați imagine | Raportați eroare |
| 59407.02.01                              | Așezarea neolitică de la Vlaha / ansamblu anonim (Categorie: locuire civilă) (Tip: Așezare)                                                            | sat Vlaha, comuna Săvădisla        | str. Dîmbului, nr. 92                                                                     | Iclod                                     |            |                                               | Încărcați imagine | Raportați eroare |
| 59407.02.02                              | Așezarea neolitică de la Vlaha / ansamblu anonim (Categorie: locuire civilă) (Tip: Așezare)                                                            | sat Vlaha, comuna Săvădisla        | str. Dîmbului, nr. 92                                                                     | Petrești                                  |            |                                               | Încărcați imagine | Raportați eroare |
| 57984.05                                 | Unelte din piatră și cupru neo-eneolitice la Viștea (Categorie: descoperire izolată) (Tip: obiect izolat)                                              | sat Viștea, comuna Gârbău          | Fântâna cu Tărâțe; Coasta Bercului Lupilor; Fântâna Rece; Fântâna cu Butoi; Coasta Cotior |                                           |            |                                               | Încărcați imagine | Raportați eroare |
| 59390.02.01                              | Așezarea preistorică de la Vălișoara - "Dealul Oarzii" / ansamblu anonim (Categorie: locuire civilă) (Tip: locuire sezonieră)                          | sat Vălișoara, comuna Săvădisla    | Oarză                                                                                     | Coțofeni                                  |            |                                               | Încărcați imagine | Raportați eroare |
| 59390.01.01                              | Posibil sit arheologic de la Vălișoara - "Pe Deal - Pășune" / ansamblu anonim (Categorie: locuire) (Tip: neprecizat)                                   | sat Vălișoara, comuna Săvădisla    | Pe Deal - Pășune                                                                          |                                           | 2004       |                                               | Încărcați imagine | Raportați eroare |
| 59407.03.01 (Cod LMI: CJ-II-m-B-07812)   | Biserica medievală de la Vlaha / ansamblu anonim (Categorie: structură de cult/religioasă) (Tip: Biserică)                                             | sat Vlaha, comuna Săvădisla        | 46                                                                                        | sec. XIV d.Hr.                            |            |                                               | Încărcați imagine | Raportați eroare |
| 59407.04.01                              | Situl arheologic de la Vlaha - autostrada Brașov-Borș, tronson 2B, km 42+200-45+200-Pad / ansamblu anonim (Categorie: locuire civilă) (Tip: Așezare)   | sat Vlaha, comuna Săvădisla        | autostrada Brașov-Borș, tronson 2B, km 42+200-45+200-Pad                                  | Gligorești                                |            | 46°41′44″N 23°27′01″E / 46.69549°N 23.45024°E | Încărcați imagine | Raportați eroare |
| 59407.04.03                              | Situl arheologic de la Vlaha - autostrada Brașov-Borș, tronson 2B, km 42+200-45+200-Pad / ansamblu anonim (Categorie: locuire civilă) (Tip: Necropolă) | sat Vlaha, comuna Săvădisla        | autostrada Brașov-Borș, tronson 2B, km 42+200-45+200-Pad                                  | gepidică 500-567                          |            | 46°41′44″N 23°27′01″E / 46.69549°N 23.45024°E | Încărcați imagine | Raportați eroare |
| 59407.04.02                              | Situl arheologic de la Vlaha - autostrada Brașov-Borș, tronson 2B, km 42+200-45+200-Pad / ansamblu anonim (Categorie: locuire civilă) (Tip: Așezare)   | sat Vlaha, comuna Săvădisla        | autostrada Brașov-Borș, tronson 2B, km 42+200-45+200-Pad                                  |                                           |            | 46°41′44″N 23°27′01″E / 46.69549°N 23.45024°E | Încărcați imagine | Raportați eroare |
| 59032.02.01 (Cod LMI: CJ-I-s-A-07224)    | Exploatarea de sare dacică de la Valea Florilor / ansamblu anonim (Categorie: exploatare/carieră) (Tip: salină)                                        | sat Valea Florilor, comuna Ploscoș |                                                                                           | dacică                                    |            | 46°39′57″N 23°51′38″E / 46.66573°N 23.86045°E | Încărcați imagine | Raportați eroare |
| 56513.02.01                              | Așezarea Coțofeni de la Văleni - Dealul Malătăul Mare / ansamblu anonim (Categorie: locuire) (Tip: așezare deschisă)                                   | sat Văleni, comuna Călățele        | Dealul Malătăul Mare                                                                      | Coțofeni                                  |            |                                               | Încărcați imagine | Raportați eroare |
| 57984.07.01                              | Situl arheologic de la Viștea - Rîtul Mic / ansamblu anonim (Categorie: locuire) (Tip: așezare deschisă)                                               | sat Viștea, comuna Gârbău          | Rîtul Mic                                                                                 | Coțofeni                                  |            | 46°48′38″N 23°24′51″E / 46.81054°N 23.41415°E | Încărcați imagine | Raportați eroare |
| 57984.07.02                              | Situl arheologic de la Viștea - Rîtul Mic / ansamblu anonim (Categorie: locuire) (Tip: așezare deschisă)                                               | sat Viștea, comuna Gârbău          | Rîtul Mic                                                                                 |                                           |            | 46°48′38″N 23°24′51″E / 46.81054°N 23.41415°E | Încărcați imagine | Raportați eroare |
| 57984.07.03                              | Situl arheologic de la Viștea - Rîtul Mic / ansamblu anonim (Categorie: locuire) (Tip: așezare deschisă)                                               | sat Viștea, comuna Gârbău          | Rîtul Mic                                                                                 |                                           |            | 46°48′38″N 23°24′51″E / 46.81054°N 23.41415°E | Încărcați imagine | Raportați eroare |
| 57635.03.01                              | Tumulii de epocă necunoscută de la Vâlcele - La Popas / ansamblu anonim (Categorie: mormânt tumular) (Tip: Tumul)                                      | sat Vâlcele, comuna Feleacu        | La Popas                                                                                  |                                           |            |                                               | Încărcați imagine | Raportați eroare |
| 57635.04.01                              | Tumulii de epocă necunoscută de la Vâlcele - Valea Racilor / ansamblu anonim (Categorie: mormânt tumular) (Tip: Tumul)                                 | sat Vâlcele, comuna Feleacu        | Valea Racilor                                                                             |                                           |            | 46°40′06″N 23°39′25″E / 46.6683°N 23.65707°E  | Încărcați imagine | Raportați eroare |